# Danh sách địa điểm tổ chức Hoa hậu Hòa bình Thái Lan
Dưới đây là danh sách các ấn bản các năm và thông tin về cuộc thi Hoa hậu Hòa bình Thái Lan.

## Danh sách các địa điểm tổ chức Hoa hậu Hòa bình Thái Lan
| Năm  | Chiến thắng         | Ấn bản | Ngày | Địa điểm tổ chức | Thành phố | Tham dự |
| ---- | ------------------- | --- | --- | --- | --- | --- |
| 2013 | Prachuap Khiri Khan | Thứ 01 | 7 tháng 5 | Trung tâm Hội nghị Băng Cốc | Băng Cốc | 37 |
| 2014 | Nakhon Ratchasima   | Thứ 02 | 17 tháng 6 | Trung tâm Hội nghị Băng Cốc | Băng Cốc | 50 |
| 2015 | Songkhla            | Thứ 03 | 12 tháng 5 | Nhà thi đấu Huamark | Băng Cốc | 50 |
| 2016 | Songkhla            | Thứ 04 | 26 tháng 6 | Nhà thi đấu Huamark | Băng Cốc | 77 |
| 2017 | Krabi               | Thứ 05 | 8 tháng 7 | Trung tâm Hội chợ Triển lãm Quốc tế Bangkok | Băng Cốc | 77 |
| 2018 | Phuket              | Thứ 06 | 14 tháng 7 | Trung tâm Hội chợ Triển lãm Quốc tế Bangkok | Băng Cốc | 77 |
| 2019 | Nakhon Phanom       | Thứ 07 | 13 tháng 7 | Trung tâm Hội chợ Triển lãm Quốc tế Bangkok | Băng Cốc | 77 |
| 2020 | Ranong              | Thứ 08 | 19 tháng 9 | Trung tâm Hội chợ Triển lãm Quốc tế Bangkok | Băng Cốc | 77 |
| 2021 | —                   | Cuộc thi không được tổ chức do ảnh hưởng của đại dịch COVID-19. Á hậu 1 Hoa hậu Hòa bình Thái Lan 2020 được bổ nhiệm thành Hoa hậu Hòa bình Thái Lan 2021. | Cuộc thi không được tổ chức do ảnh hưởng của đại dịch COVID-19. Á hậu 1 Hoa hậu Hòa bình Thái Lan 2020 được bổ nhiệm thành Hoa hậu Hòa bình Thái Lan 2021. | Cuộc thi không được tổ chức do ảnh hưởng của đại dịch COVID-19. Á hậu 1 Hoa hậu Hòa bình Thái Lan 2020 được bổ nhiệm thành Hoa hậu Hòa bình Thái Lan 2021. | Cuộc thi không được tổ chức do ảnh hưởng của đại dịch COVID-19. Á hậu 1 Hoa hậu Hòa bình Thái Lan 2020 được bổ nhiệm thành Hoa hậu Hòa bình Thái Lan 2021. | Cuộc thi không được tổ chức do ảnh hưởng của đại dịch COVID-19. Á hậu 1 Hoa hậu Hòa bình Thái Lan 2020 được bổ nhiệm thành Hoa hậu Hòa bình Thái Lan 2021. |
| 2022 | Băng Cốc            | Thứ 09 | 30 tháng 4 | Show DC Hall | Băng Cốc | 77 |